# Hauk-Kierinka
Hauk-Kierinka är en sjö i kommunen Ruovesi i landskapet Birkaland i Finland. Arean är 23 hektar och strandlinjen är 5,18 kilometer lång.  Den  ingår i Kumo älvs huvudavrinningsområde.  Sjön ligger omkring 50 kilometer norr om Tammerfors och omkring 200 kilometer norr om Helsingfors. 
I sjön finns ön Pöntyssaari. 